# Infraphulia ilyodes
Infraphulia ilyodes is een vlindersoort uit de familie van de Pieridae (witjes), onderfamilie Pierinae.
Infraphulia ilyodes werd in 1955 beschreven door Ureta.